# Alberto Macchi (regista)
Alberto Macchi (Roma, 1º febbraio 1941) è un regista teatrale e drammaturgo italiano.

## Biografia
Come regista di teatro si forma in seno all'Avanguardia Teatrale Italiana di Scuola Romana (dal Beat '72, a Giancarlo Nanni, a Memè Perlini, a Carmelo Bene) e frequentando i laboratori e i seminari di Lindsey Kemp, Judith Malina, Susan Strasberg, Ariane Mnouchkine, Alessandro Fersen, Jerzy Grotowski.
Appassionato da sempre di teatro, di storia e di storia dell'arte, nel 1963 abbandona gli studi di Economia e Commercio all’Università La Sapienza di Roma. Si sposa, ha due figlie. Intraprende la professione di Agente di Commercio nel settore dell'arredamento, incominciando a viaggiare, per lavoro e, allo stesso tempo, per studio e per ricerca, in giro per il mondo; mentre scrive e pubblica le sue prime poesie e commedie. Dopo circa venti anni di matrimonio si separa dalla famiglia.
Nel 1984 decide, allora, di fondare, a Roma, un Laboratorio Teatrale Permanente insieme alla Compagnia "Teatro 84" che viene, l'anno stesso, sovvenzionata dal Ministero del turismo e dello spettacolo.
Intanto, sia in Italia che all’estero, fa esperienze in Teatro, in Cinema e in Televisione.
Nel 1989 a Roma crea e sperimenta per oltre cinque anni e con successo, la formula del "Teatro al Ristorante", ovvero delle rappresentazioni di pièce teatrali fra i tavoli. Svolge la sua professione di regista nel mondo della Danza, della Lirica e della Moda.
Tiene seminari in alcune scuole di teatro, laboratori per studenti universitari e corsi nelle scuole statali. È direttore artistico di eventi e mette in scena, oltre ai suoi testi, anche quelli di Pirandello, Petrolini, D'Annunzio, Kafka, Shakespeare, Ibsen, Wilde, Gogol', Poe, Sofocle, Plauto, Goldoni, Molière. Scrive i drammi: Śakiamuni, Celestino V, Cristoforo Colombo, L'Uomo Caravaggio, Cristina di Svezia, Cagliostro, Giacomo Casanova, Majakovskij, Jan III Sobieski, Stanisław Kostka, Bona Sforza, Corilla Olimpica, Poniatowski, Marcello Bacciarelli, Giorgio III Hanover, Grand Tour, Brat Albert, Sarah Bernhardt e Eleonora Duse, Tommaso Marinetti, Don Bosco e Don Orione, Stanisław Gabriel Morvay.
Dal 1996, oltre che a Roma e in Italia, opera anche a Tarnów e a Cracovia in Polonia, dove fonda la Compagnia "Teatrosztuka", un gruppo sperimentale che rispecchia la Compagnia "Teatro 84" di Roma. Dal 2007 invece rivolge la sua attività principalmente a Varsavia. Così nel 2009, entra a far parte della neonata Associazione “Italiani in Polonia” e assume per due anni, fino al 2011, la direzione artistica del Teatro "Henryk Marconi". Qui crea un laboratorio teatrale aperto a italiani e polacchi dal quale scaturisce un primo tempo la Compagnia "Esperiente", frutto d'un work-in-progress iniziato a Roma 25 anni prima con la Compagnia “Teatro 84”. Nel 2012 questo Laboratorio Teatrale Permanente, ospitato provvisoriamente, dalla "Vistula University" può però continuare così a mantenere in qualche modo la sua attività; dall'anno successivo al 2017 è tornato ad essere totalmente operativo presso il Teatro della "Galeria Freta" nel Centro storico della città.
Nell'anno scolastico 2012-2013, Alberto Macchi tiene, per un gruppo di studenti, un laboratorio di teatro presso il Ginnasio e Liceo “Stefana Batorego” di Varsavia, conclusosi con una prima andata in scena e con una replica dello spettacolo “L'uomo Caravaggio” in lingua polacca, a cui ha potuto assistere, oltre alla numerosa scolaresca, anche un pubblico esterno.
Fin dalla fondazione, ovvero dal 2010, cura la rubrica "Italiani in Polonia nei secoli" su "Gazzetta Italia", il periodico di Varsavia edito in italiano e in polacco, ormai distribuito in tutta la Polonia.
Dopo una lunga esperienza da giovane come scout presso la G. E. I. di Roma, all'età di 45 anni, per l'intero decennio 1986-1996, si dedica al volontariato. Aderisce, infatti, alla Croce Rossa Italiana presso il Comitato Provinciale di Roma, prestando servizio in ambulanza come Volontario del Soccorso. Fa parte, poi, dell’Associazione Nazionale Carabinieri di Roma, prestando servizio, come sorvegliante, in alcuni musei della città.
Dal 2015, sempre a Roma, è Membro dell'Associazione Amici delle Accademie di San Luca e dell'Arcadia, oltre che Socio dell'Associazione Rievocazioni Storiche del '700 "Grand Tour A. R. S.", mentre
a Varsavia è Membro del Consiglio Direttivo con l'incarico di Direttore Artistico della Stowarzyszenie “Italiani in Polonia”, oltre che Socio del Gruppo Ricostruzione Storica del '700 "Towarzystwo Stanisławowskie”.
Da quel lontano 1984, quando Alberto Macchi creò a Roma il suo "Laboratorio Teatrale Permanente, assolutamente gratuito e aperto a chiunque", affrontò da subito quell'impegno con grande determinazione e passione. Ed oggi, dopo tanti anni di attività, malgrado l’età avanzata, egli continua a mantenerlo attivo con l’entusiasmo di sempre; anzi ormai lo considera la più importante missione della sua vita. Esso, poi, trattando adesso certi argomenti specifici, ha, per lui addirittura un duplice obiettivo: quello di “diffondere alle nuove generazioni, non solo l'interesse per il Teatro, ma anche l’amore per la Storia e per l’Arte, i due più grandi vanti dell’Italia”. E questo Teatro, peraltro, – comunque coltivato (come passione, come professione, in prima persona o come spettatore) – costituisce un prezioso alimento per lo spirito e per la crescita intellettuale. A suo giudizio, insomma, il Teatro è una disciplina quasi essenziale, che andrebbe adottata, come materia di studio obbligatoria, durante tutto il percorso scolastico, fin dalle elementari.
Intanto, dirige spettacoli teatrali, sia in Italia che in Polonia, essenzialmente di argomento storico, in teatri tradizionali (Teatr Królewski di Łazienki, a Varsavia - Teatro Centrale, a Roma - Teatro Nestor a Frosinone, Teatro Verdi a Lonigo/Vicenza) e in spazi non convenzionali, come i luoghi di culto (Basilica di Santa Maria sopra Minerva, a Roma - Abbazia Benedettina, a Leno in provincia di Brescia - Chiese di Santa Maria in Vallicella, di Sant'Andrea al Quirinale e di San Stanislao dei Polacchi, a Roma, Chiostro di San Francesco a Rieti - Kościół Wszystkich Świętych, a Varsavia - Bazylika Najświętszego Serca, a Cracovia - Kościół pw. Najświętszego Serca Pana Jezusa, a Tarnów), come i Musei (Palazzo Braschi: Museo di Roma, a Roma - Zamek Królewski: Muzeum, a Varsavia - Ratusz: Muzeum Okręgowe, a Tarnów - Muzeum Łazienki Królewskie, a Varsavia - Muzeum Czartoryskich, a Puławy), o come il Seminario Diocesano, a Tarnów, il Noviziato Orionino, a ZduńskaWola, il Pre-Seminario San Pio X, nella Città del Vaticano.
Dal 2018 è Membro del Comitato Scientifico dell’Associazione “Arte Scienza” di Roma e collabora con il suo periodico diretto da Luca Nicotra. Alberto Macchi, dopo aver viaggiato in Svezia, affascinato dalla sua storia e dalla sua cultura, in questo stesso anno, diviene Membro dell’Associazione italo-svedese "Il Ponte" di Stoccolma e inizia la collaborazione con il giornale in lingua italiana e svedese “Il Lavoratore-Italienaren" con una sua rubrica dal titolo "Italiani in Svezia nei secoli".
Dal 2022  è iscritto al "Gruppo Storico Romano", Associazione di Ricostruzione Storica dell'Antica Roma, con sede a Roma. Partecipa agli eventi in veste di Senatore Romano.
Dal 1996, Alberto Macchi svolge la sua attività di drammaturgo, ricercatore e regista, sovente in collaborazione con la Dott.ssa Angela Sołtys, Storica dell’Arte a Varsavia.

## Attore
- Dolce Stil Nuovo: recital musicale, da Dante Alighieri, al Teatro ‘La Baracca’ di Giulio Girola e Nada Fraschi. Roma 1956, nel ruolo dello Chansonnier
- Theatre-on-the-road: spettacolo di strada, performance di mimo e pantomima, Roma 1974, nel ruolo di un Appendiabiti
- L'Ipnotizzatore: spettacolo teatrale, testo e regia di Flavio Andreini, al Teatro "Belli" di Roma, anno 1982, nel ruolo di un Testimone
- Le Avventure di Alby Kokko: spettacolo di animazione, con la Compagnia Teatrale ‘Arteatro’, Scuola Materna ‘Arcobaleno’, nel ruolo del Clown Alby Kokko. Ariccia/Roma 1986
- Il Caso Calvi: filmato, regia di Giovanni Fago, per la trasmissione ‘Telefono Giallo” del 6 maggio 1988 su Rai Tre, nel ruolo del Portaborse
- Arlecchino e Hetman Boruta, Divertissement, da un’idea di Alberto Macchi, con Antonio Carnevale, in seno all’evento “Carnevale in Maschera di stile veneziano del ‘700’’, organizzato da Towarzystwo Stanisławowskie presso la Galeria Freta, Varsavia 2017. Nel ruolo di Hetman Boruta.
- Konstytucja 3 maja. Niepodległa, 1000 lat razem, filmato-spot per la Televisione polacca, Regia di Piotr Kornobis, Polska Stulecie Odziaskania Niepodległości, Ocho i Ucho, Varsavia 2017. Con Towarzystwo Stanisławowskie, nel ruolo d’un Sarmata.
- Bezcenna Dama, filmato-spot per la Televisione polacca, Regia di Gregorz Styła, TVP Kraków i kolekcja książąt Czartoryskich, Cracovia 2017. Con Towarzystwo Stanisławowskie, nel ruolo d’un Sarmata.
- Przyd Portretami, filmato per Tvp Kultura, a cura di Anna Mikołajczyk, alla Mostra “Marcello Bacciarelli. Najpiękniejsze portrety” presso il Castello Reale, Varsavia 2018. Con Towarzystwo Stanisławowskie, nel ruolo d’un Sarmata alla Corte di Stanislao Augusto Re di Polonia.
- Idi di Marzo, spettacolo di rievocazione storica presso l'Anfiteatro Neroniano sull'Appia Antica, con il Gruppo Storico Romano, nel ruolo di Senatore Romano, Roma 2022. Replica a Largo di Torre Argentina, Roma 2023.
- Rito di Apollo Sorano, spettacolo di rievocazione storica sul Monte Soratte, con il Gruppo Storico Romano, nel ruolo di Sacerdote Hirpi, Capena 2022.
- Rito della Dea Vacuna, spettacolo di rievocazione storica al Parco Archeologico dell'Appia Antica, con il Gruppo Storico Romano, nel ruolo di Popolano, Roma 2022.
- Natale di Roma, evento internazionale di rievocazione storica al Circo Massimo e sfilata lungo Via dei Fori Imperiali fino al Colosseo, con il Gruppo Storico Romano, nel ruolo di Senatore Romano, Roma 2023.

## Direzione artistica
- Salomè: tragedia, di Oscar Wilde. Roma 1984, con la Compagnia “Teatro 84”, al Teatro dell'Uccelliera diretto da Ulisse Benedetti, con il sostegno dell'Associazione Culturale Beat 72[7].
- Edipo: tragedia, da Sofocle e da Seneca. Rappresentazione teatrale al "Metateatro" di Roma diretto da Pippo Di Marca, con la Compagnia “Teatro 84”. Anno 1985.
- Telethon a Piazza Re di Roma, evento BNL, con Folco Quillici, Patrizia Salvatori. Roma 1994-1995-1996.
- Proposte Moda, défilé con la presentatrice Anna Maria Gambineri. Lonigo/Vicenza 1989.
- Enzo Ferrari: nascita d'un mito, evento in Piazza del Popolo a Roma e al Circuito di Vallelunga. Anno 1990, con Fabrizio Violati, Ornella Muti, Lindsey Owen Jones.
- Inaugurazione del Museo Ferrari Collezione Maranello Rosso. Repubblica di San Marino 1990, con Pino Insegno e La Premiata Ditta.
- Festa per il 250º Anniversario del Santuario del Divino Amore. Roma 1995, con Renato Zero, Franco Califano, Eugenio Bennato, Anna Mazzamauro, Clarissa Burt.
- Premio Beato Angelico per la Polonia, evento ideato da Giuseppe Latina, presso la Chiesa di San Stanislao dei Polacchi, a Roma. Anno 1998. Presidente del Comitato d'Onore: Card. Jozef Glemp Primate di Polonia. Premiati: Jerzy Grotowski e Krzysztof Zanussi.
- Miss Gazzetta Italia, prima edizione, conclusasi presso il Club "Enklawa" di Varsavia, dopo una selezione nazionale. Anno 2010.

## Drammaturgia e regia
- Shakiamuni: dramma. Debutto nel 1985 ad Ostia Lido con la Compagnia “Teatro 84”, al Teatro Majakovskij.[8].
- Michelangelo Merigi da Caravaggio: atto unico, scritto di concerto con la prof.ssa Mina Gregori. Protagonista Mauro Cremonini. Debutto a Roma nel 1992, al Teatro Centrale/ETI, spettacolo messo in scena in concomitanza con la Mostra di Caravaggio a Palazzo Ruspoli. Replica, col patrocinio dell'Ambasciata di Francia presso la Santa Sede, al Centro St. Louis de France accanto alla Chiesa di San Luigi dei Francesi. Replicato ancora alla Sala "Stenditoio" nel Complesso Monumentale San Michele a Ripa (Ministero dei beni culturali e ambientali). Spettacolo premiato dal Club UNESCO di Trapani[9].
- San Filippo Neri: dramma. Debutto a Roma nel 1995 presso la Chiesa degli Oratoriani di Santa Maria in Vallicella, in occasione delle cerimonie per l'anniversario dei 500 anni dalla morte del santo.
- Beato Angelico: dramma. Debutto a Roma nel 1998, presso la Chiesa di San Stanislao dei Polacchi, in occasione del "Premio Beato Angelico per la Polonia”. Repliche a Portobuffolé/Treviso presso la Sala del Fontego nel Palazzo del Municipio e a Roma nel 2005, presso la Basilica dei Domenicani di Santa Maria sopra Minerva con la Compagnia “Teatroinsieme”, in occasione delle commemorazioni per i 550 anni dalla morte del beato.
- San Stanislao Kostka e il Teatro Gesuitico del XVI secolo: dramma (Spettacolo itinerante). Debutto a Roma nel 2003, presso la Chiesa dei Gesuiti di Sant'Andrea al Quirinale e replica in Vaticano al Teatro Pio X[10]. Con la partecipazione del Coro polifonico "Vox Poloniae". Con la voce registrata di Karol Wojtyła - Papa Giovanni Paolo II.
- Carlo Dolci e il Cristo Ecce Homo: dramma. Debutto a Roma nel 2003, presso la Sacrestia di Sant'Andrea al Quirinale e nel 2004, nella versione polacca, a Tarnów (Polonia), presso il Museo Regionale[11].
- Gabriel Stanislaw Morvay: dramma. Debutto nel 2006 presso il Monastero Benedettino di Leno/Brescia, con la Compagnia “Teatro 84”, repliche in spazi privati a Roma e a Firenze e al Museo Regionale di Tarnów (Polonia)[12]. Replicato ancora nella Villa Badia di Leno/Brescia dalla Compagnia “Cara... Mella”.
- Cesare Baronio e l'Oratorio dei Filippini del XVI secolo: oratorio. Protagonista Guido Ruvolo. Debutto a Roma nel 2007 presso la Sala Ovale degli Oratoriani, nella Casa Vallicelliana in occasione delle Celebrazioni per i 400 anni dalla morte del primo successore di San Filippo Neri.
- Zygmunt Szczęsny Feliński: dramma, in lingua polacca. Debutto a Varsavia nel 2009 presso la Chiesa d'Ognissanti, in occasione della canonizzazione del Card. Sigismondo Felice Felinski avvenuta in Piazza San Pietro a Roma. Replica ancora a Varsavia, in lingua italiana, presso il teatro "Enrico Marconi". Con la voce registrata di Ignacy Gogolewski.
- L'uomo Caravaggio: dramma. Debutto a Varsavia nel 2010, con la Compagnia Teatrale "Esperiente", al Teatro "Oratorium". Replica al teatro "DK Świt"[13]. Nello stesso anno un laboratorio teatrale su l'"Uomo Caravaggio" a cura di Alberto Macchi è tenuto presso il Dipartimento di Italianistica all'Università degli Studi di Łódź[14]. Questo testo, pubblicato a Roma nel 1995, oltre che in Italia, è stato utilizzato in qualche laboratorio teatrale a Parigi, a Varsavia e a Londra.
- Spettacolo teatrale “Il Mestiere di Osso”, testo e regia di Alberto Macchi, a Varsavia nel 2014, presso il Klubokawiarnia 'Mam Ochotę', con la Compagnia “Esperiente”.
- Casanova i inni: spettacolo storico-teatral-musicale in lingua polacca – frutto d'un workshop condotto da Alberto Macchi - Coreografie: Paolo Londi, organizzazione: Agata Pietrzyk, presso il Teatro di Corte del re Stanislao Augusto, nel Museo di Łazienki a Varsavia nel 2015.
- Bajocco … va in scena, performance teatrale, al Museo di Roma di Palazzo Braschi, in concomitanza con la Mostra “L'Arte del sorriso: la caricatura a Roma dal seicento al 1849”. Protagonista Dodo Gagliarde. Roma 12 giugno 2016.
- Arlecchino alla Corte di Stanislao Augusto, Re di Polonia, pièce teatrale in italiano e in polacco, adattamento di Alberto Macchi dai Versi di Benedetto Bazzani del 1792 tradotti da Angela Sołtys; con Antonio Carnevale, Jacek Pacocha, Stanisław Banasiuk e Alberto Macchi, in seno all’evento “Wieczór uroczysty na 285. urodziny króla Stanisława Augusta”, Castello Reale, Sala Wielki, Varsavia 2017.
- Arlecchino e Hetman Boruta, divertissement, da un’idea di Alberto Macchi, con Antonio Carnevale e Alberto Macchi, in seno all’evento “Carnevale in Maschera di stile veneziano del ‘700’’, organizzato da Towarzystwo Stanisławowskie presso la Galeria Freta, Varsavia 2017.
- Fermenti Culturali, Rassegna teatrale periodica a cura di Alberto Macchi e Giammarco Spineo, alla Domus Romana, Roma, stagione 2017-2018.
- Cagliostro a Varsavia / Cagliostro w Warszawie, pièce teatrale in lingua polacca, di Alberto Macchi, con il gruppo Towarszystwo Stanisławoskie, in seno alla rassegna “Salotti Settecenteschi’’ a cura di Angela Sołtys e Tomasz Pichór, presso il Palazzo di Otwock Wielki, 2018.
- Święty Stanisław Kostka, spettacolo teatrale in lingua polacca, di Alberto Macchi, traduzione di Angela Sołtys, con la Compagnia Teatrale WSD, presso il Teatro della Diocesi, a conclusione del 41° Simposio Internazionale del Circolo Scientifico del Seminario Maggiore dal titolo “San Stanislao Kostka Patrono dei Giovani in Polonia, nel 100º Anniversario dell’Indipendenza della Nazione Polacca”, Płock 2018.
- Edoardo III, Capriccio Teatrale, da William Shakespeare, traduzione e rivisitazione di Alberto Macchi, con Edoardo Terzo nel ruolo di Edoardo III, presso il Duse Teatro di Roma 2019.
- Trilogia Teatrale costituita dalle 3 pièces teatrali: “Mestiere di Osso, “Mestiere di Sveglia” e “Mestiere di Sandwich”, definite ‘Lettera’, ‘Monologo’ e ‘Melologo’, in scena in diversi spazi teatrali, Varsavia, Roma, Stoccolma, 2007-2023.

## Regia
- Tuttinfiera… protagonisti: serata con la partecipazione di Paola Borboni, Riccardo Pazzaglia. Ospiti: Gigi Proietti, Vittorio Sgarbi, Adriana Innocenti, al Teatro del Palafiera. 39ª Fiera Internazionale di Roma 1986. Direzione artistica di Fausto Costantini
- Sogno, ma forse no: commedia di Luigi Pirandello. Debutto al Teatro Belli di Roma diretto da Antonio Salines, nel 1986.
- Per colpa del tempo: dramma di Alba Maria Patanè, Compagnia "Arteatro". Debutto nel 1989 al Teatro "Agorà" di Roma, repliche al Teatro "Verdi" di Lonigo/Vicenza e al Teatro "Modernissimo" di Noventa Vicentina.
- Quando noi, morti, ci destiamo…: dramma di Herik Ibsen. Debutto ad Ischia nel 1989 per il Festival di Ibsen.
- Mary Poppins: commedia musicale da Pamela Travers, al Teatro di Villa Lazzaroni/Comune di Roma Circoscrizione IX, Roma 1990. Coreografie di Paolo Londi.
- Il Tunnel: dramma di Pär Fabian Lagerkvist, con il patrocinio dell’Ambasciata di Svezia, al Teatro Belli diretto da Antonio Salines, Roma 1990.
- Romeo e Giulietta: tragedia di William Shakespeare, al Teatro di Villa Lazzaroni/Comune di Roma Circoscrizione IX, Roma 1990.
- Who's bad: musical, da Michael Jackson. Debutto a Roma nel 1990, al Teatro Giulio Cesare, con la Compagnia “Ideadanza”, coreografie e direzione artistica di Marcello Sindici.
- Prima che il sonno cominci: Dramma di Massimo Cassani, al Teatro al Parco di Villa Maraini a Roma, presso la Coop. Gruppo Ricerca Psichiatria Sociale, in seno alla Rassegna Teatrale 'Quattro piani di follia', a cura di Dario D'Ambrosi. Partecipanti alla rassegna, gli spettacoli di Edoardo Erba, Mario De Candia e Anna Duska Bisconti. Anno 1990.
- Il custode del sepolcro: dramma di Franz Kafka. Debutto a Roma nel 1994, al Teatro al Parco/Villa Maraini diretto da Dario D'Ambrosi, con il patrocinio dell'Ambasciata della Repubblica Ceca[15].
- L'Ottobrata: commedia di Ettore Petrolini. Con la Compagnia ‘Li Buattari’. Al Teatro Stabile 'Santa Francesca Romana'. Roma 1996.
- Kolędy: canti natalizi con letture di testi in latino, polacco, inglese, francese, tedesco e italiano, presso la Chiesa di Ognissanti a Varsavia. Anno 2011. Con la partecipazione del Coro polifonico ”Piast & Grapa Family”.
- L'Ali d'Amore: rime anacreontiche di Irène Duclos Parenti, Musiche di W. A. Mozart: recital musicale. Debutto nel 2011 presso la Villa Filiani di Pineto/Teramo. Repliche a Cracovia, a Częstochowa e a Varsavia in Polonia, con la Compagnia Teatrale ‘Esperiente’.
- Cecè: commedia di Luigi Pirandello, con la Compagnia "Esperiente". Debutto a Varsavia nel 2011 al teatro "OK Ochota", repliche a Roma nel 2012 con la Compagnia “delle Muse in Scena” al "Teatro delle Emozioni”.
- Dolori Grossi, vaudeville di Georges Courteline, a Varsavia nel 2014, presso il Klubokawiarnia 'Mam Ochotę', con la Compagnia “Esperiente”
- Il Professore di Pianoforte, vaudeville di Georges Feydeau, a Varsavia nel 2015, presso il Teatro della Galleria Freta, con la Compagnia “Esperiente”
- Performance teatrale "Kolacja", in lingua polacca, presso il Centro ‘Manufaktura’ di Łódź, nell'ambito del IV Festiwal ‘Viva l'Italia', anno 2015.
- La Locandiera: commedia di Carlo Goldoni. Debutto a Roma nel 2015, replicato nel 2016, con la Compagnia “delle Muse in Scena” al "Teatro delle Emozioni” diretto da Enzo Fasoli e al Teatro Nestor di Frosinone.

## Corsi e laboratori teatrali
- Il compimento dell'amore, laboratorio teatrale con Giuliano Vasilicò, presso il Gruppo Ricerca e Progettazione Teatrale, Roma Anni 1987-1990.
- Teatro Orientale, corso presso la Scuola Teatrale Clesis-Arte di Roma diretta da Carlo Merlo. Anno Accademico 1994-95[16].
- L'uomo Caravaggio, laboratorio teatrale presso la Cattedra di Filologia Romanza dell'Università di Łódz in Polonia. Anno Accademico 2009/2010[17].
- Concorso Mondiale ‘Belcanto Italiano’ 2012 - Masterclass per cantanti lirici e pianisti accompagnatori, presso la Villa Filiani di Pineto e all'Auditorium di Atri, promossa dall'"Arteconvivio", lezioni, insieme ad Astrea Amaduzzi, Mattia Peli, Roberto Scandiuzzi, Tadeusz Deszkiewicz.
- Concorso Mondiale 'Belcanto Italiano' 2013 - Concerto Finale: “L'Isola Disabitata” di Joseph Haydn/Pietro Metastasio, presso il Teatro dell'Opera Kameralna di Varsavia. Ideatori del Concorso: Astrea Amaduzzi, soprano/docente internazionale e Mattia Peli, direttore d'orchestra/pianista. Collaborazione e Giuria: Roberto Scandiuzzi, basso; Francesco Anile, tenore; Mirco Michelon e Alberto Macchi, registi, Massimo Moretti, compositore, Lorenzo Fragassi, organista; Anna dell'Agata, pittrice; Tadeusz Deszkiewicz, giornalista musicale.
- Laboratorio teatrale in lingua polacca, dal titolo “Casanova i inni”, a Varsavia nel 2015, della durata di quattro giorni, presso il Teatro di Corte del re Stanislao Augusto, nel Museo di Łazienki. Condotto da Alberto Macchi. Hanno partecipato, tra gli altri, il coreografo Paolo Londi, il mezzosoprano Agnieszka Lucya, il cabarettista Mikołaj Cieślak, la filologa di italianistica Dorota Kozakiewicz, il cantante Matteo Mazzucca, l'attore Patryk Pawlak (nel ruolo di Casanova), l'autrice del teatro di marionette Anna Polarusz, Enrico Buscema, attore (nel ruolo di Cagliostro), Lucia Pascale, attrice, aiuto regista e traduttrice, i ricostruttori storici del Gruppo “Arsenał. Stowarzyszenie Regimentów i pulków polskich”. Organizzazione: Agata Pietrzyk-Sławińska.

## Pubblicazioni
- The Swooner, Francis Albert Sinatra: articolo, [in:] “Lo Sconciglio”, Roma 1961
- Nessuno lo sente: versi, [in:] “Lo Sconciglio”, Roma 1962.
- Contemplativa visione umana e panoramica visione dell'Amore: raccolta di versi [in:] “Voci Nuove”, Casa Editrice La Procellaria, Messina 1963 (prefazione di Maria Busillo)
- Il Lago Lemano: lirica, [in:] “Convegno Poetico”, Casa Editrice La Procellaria, Messina 1963.
- Due Buddha a confronto: articolo, [in:] "Il Maestrale", Roma ottobre-novembre 1978.
- Pellegrini alla Mecca: articolo, [in:] "Viaggi Speciali", Milano 1981.
- La calda storia del figlio della jungla: articolo, [in:] "Video & Cinema X", Roma 9/1994.
- L'uomo Caravaggio: atto unico teatrale, Edizioni AETAS, Roma 1995 (nota di Mina Gregori, prefazione di Stefania Macioce). ISBN 8885172199
- Arcangela Paladini, artista fiorentina del XVII secolo: Monologo teatrale tra realtà e immaginazione, Edizioni AETAS, Roma 2004 (prefazione di Jacopa Stinchelli). ISBN 8885172105
- Beato Angelico: atto unico teatrale, Edizioni AETAS, Roma 2005 (prefazione di Pippo Di Marca). ISBN 8885172113
- Irene Parenti, pittrice e poetessa fiorentina vissuta nella seconda metà del XVIII secolo: atto unico teatrale fra realtà e ipotesi, Edizioni AETAS, Roma 2006 (prefazione di Angela Sołtys). ISBN 8885172121
- Pompeo Batoni e il Sacro Cuore di Gesù: Monologo teatrale, Colosseo Editoriale, Roma 2006 (prefazione di Casimiro Przydatek S.J.). ISBN 8890240202
- Carlo Dolci e il Cristo Ecce Homo: monologo teatrale, Colosseo Editoriale, Roma 2006 (con due versioni: in italiano e in polacco, prefazione di Maurizio Marini, traduzione di Angela Zofia Sołtys). ISBN 8890240210
- Stanisław Kostka: scena II atto unico teatrale, [in:] "Życie Duchowe", Edizione WAM, Kraków 2006 (presentazione di Józef Augustyn S.J.)
- Ipotesi di una discendenza: I Dell'Agata nell'Archivio di Alberto Macchi, [in:] "Arte in Dinastia", catalogo della mostra, Ministero dei Beni Culturali, Roma 2006. Edizione La Cassandra, L'Aquila 2006
- Cesare Baronio e l'Oratorio Filippino del XVI secolo: atto unico teatrale, Confederazione dell'Oratorio di San Filippo Neri, Roma 2007 (prefazione di Edoardo Aldo Cerrato).
- Da Bacocco a Baiocco a Bajocco... fino a Chicchignola, [in:] “L'arte del sorriso. La caricatura a Roma dal Seicento al 1849”, Museo di Roma - Palazzo Braschi, Campisano Editore, Roma 2016.
- Essere Osso: atto unico teatrale, [in:] "ArteScienza" diretto da Luca Nicotra, UniversItalia, Roma, Anno V-2018 (presentazione di Isabella De Paz)
- Prefazione al libro ‘Cattivita’’ di Gaetano Minaya, NeP Edizioni, Roma 2022.

- Articoli nella Rubrica ‘Scene dai testi teatrali’ [in:] "Gazzetta Italia", Varsavia, nelle versioni italiana e polacca: Sigismondo Felice Felinski 4/2010 - Michelangelo Merisi, 6/2010 - Beato Angelico, 2/2011 - Arcangela Paladini Broomans, 3/2011 - Carlo Dolci, 6/2011 - Irène Duclos Parenti, 10/2011 - Bona Sforza, 11/2011 - Pompeo Batoni, 4/2012 - Cesare Baronio, 7-8/2012 - Arcangela Paladini, 9/2012 - Celestino V, 11/2012 e 12/2012 - Emma Hamilton, 1-2/2013 - Arcangelo Michele, 3/2013 - Cristoforo Colombo, 4-5/2013 - Irene e Arcangela, 6/2013 - Alberto Magno e Tommaso d'Aquino, 12/2013.

- Articoli nella Rubrica ‘Italiani in Polonia nei secoli’ [in:] "Gazzetta Italia", Varsavia, nelle versioni italiana e polacca: Carlo Tomatis, 6/2010 - Enrico Marconi, 9/2010 - Filippo Buonaccorsi: Callimaco Esperiente, 10/2010 - Luigi Caroli, 12/2010 - Domenico Merlini, 1/2011 - Marcello Bacciarelli, 2/2011 - Bartolomeo Berecci, 3/2011 - Bernardo Bellotto, 4/2011 - Domenico Comelli, 5/2011 - Antonio Corazzi, 6/2011 - Giacomo Casanova, 7-8/2011 e 6/2015 - Giuseppe Balsamo: Cagliostro, 9/2011 - Santi Gucci, 10/2011 - Bona Sforza, 11/2011 - Francesco Nullo, 1-2/2013 - Giuseppina Raimondi, 1-2/2013 - Luigi Lippomano, 3/2013 - Giuseppe Pinetti, 4-5/2013 - S. Annetelli, 4-5/2013 - Ranieri Bustelli, 4-5/2013 - Giovan Battista Lampi, 6/2013 - Sebastiano Montelupi, 7-8/2013 - Emilio Altieri, 12/2013 - Gioacchino Albertini, 5/2015 - Giacomo Casanova II, 6/2015 - Antonio Sacco, 9/2015 - Sebastiano Ciampi, 10/2015 - Francesco Maria Lanci, 11/2015 - Domenico Cimarosa, 2-3/2016 - Nicolò Paganini, 4-5/2016 - Bona Sforza, 6-7/2016 - Bernardo Morando, 8/9/2016 - Fausto Socini, 10-11/2016 - Giovanni Maria Mosca: Padovano, 12/2016 - Simone Pietro Simoni. 1/012017 - Tito Livio Burattini, 2-3/2017 - Scipione Piattoli, 4-5/2017 - Tommaso Dolabella, 6-7/2017 - Michelangelo Palloni, 8-9/2017 - Bartolomeo Sardi, 10-11/2017 - Giovannino Guareschi, 12/2017-1/2018 - Francesco Lori Fiorentino, 2-3/2018 - Alessandro Guagnino De' Rizzoni, 4-5/2018 - Galeazzo Marescotti, 6-7/2018 - Giulio Turcato, 8-9/2018 - Cristoforo Masini, 10-11/2018 - Pompeo Ferrari, 12/2018-1/2019 – Giorgio Biandrata, 2-3/2019 - Bernardino Tommasini: Ochino, 4-5/2019 - Giovanni Battista Ghisleni, 6-7/2019

- Articoli nella Rubrica ‘Italiani in Svezia nei secoli’ [in:] "Il Lavoratore - Italienaren", Stoccolma: Gioacchino Frulli, 5/2018 - Francesco Uttini, 6/12/2018-1/2019 – Giovanna Bassi, 2-3/2019 - Guido Balsamo-Stella, 4-5/2019 - Pietro Antonio Gratarol, 6-7/2019

## Premi
- Statuina di marmo Pericle d'Oro Roma 1985.
- Medaglia d'oro Foyer des Artistes Roma 1985.
- Targa d'argento Club UNESCO Trapani 1992.
- Pergamena IDAC Premio alla carriera Paestum 2015.